# عزب أمين سيد أحمد
قرية عزب أمين سيد أحمد هي إحدى القرى التابعة لمركز أبو حمص في محافظة البحيرة في جمهورية مصر العربية. حسب إحصاءات سنة 2006، بلغ إجمالي السكان في عزب أمين سيد أحمد 3500 نسمة، منهم 1708 رجل و1792 امرأة.